# Dieu aime le caviar
Pour plus de détails, voir Fiche technique et Distribution.
Dieu aime le caviar (Ο Θεός αγαπάει το χαβιάρι, O Théos agapaï to kaviari) est un film greco-russe réalisé par Yánnis Smaragdís et sorti en 2012.

## Synopsis
Biographie du pirate puis homme d'affaires grec Ioannis Varvakis (1745-1825) de sa naissance sur Psara à son triomphe à la cour de Catherine II de Russie puis à sa fortune dans la production de caviar.

## Fiche technique
- Titre : Dieu aime le caviar
- Titre original : Ο Θεός αγαπάει το χαβιάρι, (O Théos agapaï to kaviari)
- Réalisation : Yánnis Smaragdís
- Scénario : Yánnis Smaragdís et Panagiotis Pashidis, Jackie Pavlenko et Vladimir Valutskiy
- Direction artistique : Nikos Petropoulos
- Décors : Yannis Damigos, Vasilis Sakkis, Thodoros Zarouleas
- Costumes : Lala Huete
- Photographie : Aris Stavrou
- Son : Marinos Athanasopoulos
- Montage : Yorgos Mavropsaridis
- Musique : Minos Matsas
- Société(s) de production : Alexandros Film, Stella Film
- Société(s) de distribution :   Feelgood Entertainment (Grèce) et Sony Pictures Home Entertainment (monde)
- Budget : 8 millions €[1]
- Pays d'origine :  Grèce /  Russie
- Langue : grec, russe, anglais
- Format :  Couleurs
- Genre : film historique
- Durée : 101 minutes
- Dates de sortie : 
  -  Canada : 13 septembre 2012 (Festival de Toronto)
  -  Grèce : 11 octobre 2012

## Distribution
- Sebastian Koch : Varvakis
- John Cleese : McCormick
- Catherine Deneuve : Catherine II de Russie
- Olga Soutoulova : Helena
- Evgeny Stychkin : Ivan
- Juan Diego Botto : Lenfentarios